# إعادة جدولة الديون
إعادة جدول الديون (بالإنجليزية: Debt restructuring)‏ هي عمليَّة اقتصادية تفتح مجالاً للتفاوض بتخفيض الديون العالقة المُترتِّبة على شركة أو دولة تواجه أزمة مالية أو مشكلات في تدفُّق النقد من نوعٍ ما، وهدفها زيادة سُيولة الجهة المُكلَّفة بالديون كيف تستطيع متابعة نشاطها المالي. ثمَّّة أساليب أخرى شبيهة بإعادة الجدولة يُمكن أن تلجأ لها المؤسَّسات المالية عندما تواجه الأزمات، مثل استبدال الدُّيون القديمة بأخرى جديدة، أو الحصول على تسويات خارج المحكمة.

## الدوافع
عادةً ما تعني عمليَّة إعادة جدولة الدين تخفيضاً لكميَّته وتمديداً للمُدَّة الزمنية المتاحة لتسديده، وهي أسلوبٌ تلجأ إليه المؤسَّسات المالية كبديلٍ أقلَّ كلفة من إعلان الإفلاس. فالتكلفة الأساسية لإعادة جدولة الديون تقتصر على الوقت والجُهد المبذولين في التفاوض مع أصحاب البُنوك، أو الدائنين، أو البائعين، أو السُّلطات الحكومية المختصَّة بجمع الضرائب.
في الولايات المُتحدة، تًكلِّف أرشفة السجلات المالية لشركة صغيرة الحجم عند إعلان إفلاسها ما لا يقلُّ عن 50,000 دولار، ومن المُحتمل جداً أن تتجاوز تكلفتها 100,000 دولار.
كانت إعادة جدولة الديون (تاريخياً) من اختصاص الشَّركات الكبيرة فقط، القادرة على توفير الموارد الكافية لتحمُّل العملية. لكن منذ الركود الاقتصادي لعام 2008 وحُلول الأزمة المالية 2007-2008 أصبحت تشترك الكثير من الشركات الصَّغيرة نسبياً (ذات رأس مالٍ يقلُّ عن 5 ملايين دولار) في جزءٍ من هذه العمليَّة، يُسمَّى «التوسط في الديون». يجري التوسط في الدين (مثل إعادة جدولة الديون) بين شركات مُهمَّة، ولا يُمكن مقارنته بالمفاوضات الصَّغيرة بين الأفراد لتخفيض تكلفة الديون، مثل التفاوض على البطاقات الائتمانية أو الضرائب غير المُسدَّدة.
أصبح التوسط في الدين منذ سنة 2010 وسيلة أساسيَّة للمؤسَّسات الصغيرة لزيادة سُيولتها المالية، فمن المُمكن أن تكون وسيلة فعالة جداً لهذه المؤسَّسات لتجنُّب الدعاوى القضائيَّة، وهي أفضل أثراً بكثير من إعلان الإفلاس. رُغم وجود العديد من الشركات التي توفر عملية إعادة الجدولة للشركات الكبيرة، إلا أنَّ عددها بين الشركات صغيرة الحجم يظلُّ محدوداً. فالشركات التي توفر خدمة إعادة الجدولة القانونية للديون لا تُقدِّمها إلا للجهة الدائنة.